# هارولد تايلور (لاعب كريكت)
هارولد تايلور (27 ديسمبر 1909 في المملكة المتحدة - 26 أغسطس 1990 في المملكة المتحدة)  (بالإنجليزية: Harold Taylor)‏ هو لاعب كريكت بريطاني (وحمل سابقاً جنسية المملكة المتحدة لبريطانيا العظمى وأيرلندا). لعب مع Cambridgeshire County Cricket Club ‏ والمقاطعات الوطنية للكريكيت الإنجليزي والويلزي ‏.